# کارل پیترز (فیلم)
کارل پیترز (انگلیسی: Carl Peters) یک فیلم در ژانر پروپاگاندا، ماجراجویی، و درام به کارگردانی هربرت زلپین است که در سال ۱۹۴۱ منتشر شد.

## بازیگران
- هانس آلبرس
- کارل دانمان
- فریتس اودمار
- هانس لیبلت
- هربرت هوبنر
- ارنست فریتز فوربرینگر
- فریدریش اولمار
- گئورگ اچ. اشنل
- اندروز انگلمن
- لوئیس برودی
- گترود د لاسکی